# パラジャーノ
パラジャーノ（イタリア語: Palagiano）は、イタリア共和国プッリャ州ターラント県にある、人口約1万6000人の基礎自治体（コムーネ）。

## 地理

### 位置・広がり

#### 隣接コムーネ
隣接するコムーネは以下の通り。
- モットラ - 北
- マッサフラ - 東
- カステッラネータ - 西
- パラジャネッロ - 北西

## 行政

### 分離集落
パラジャーノには、以下の分離集落（フラツィオーネ）がある。
- Chiatona, Conca d'Oro, Pino di Lenne